# William Wallace
För andra betydelser, se William Wallace (olika betydelser).

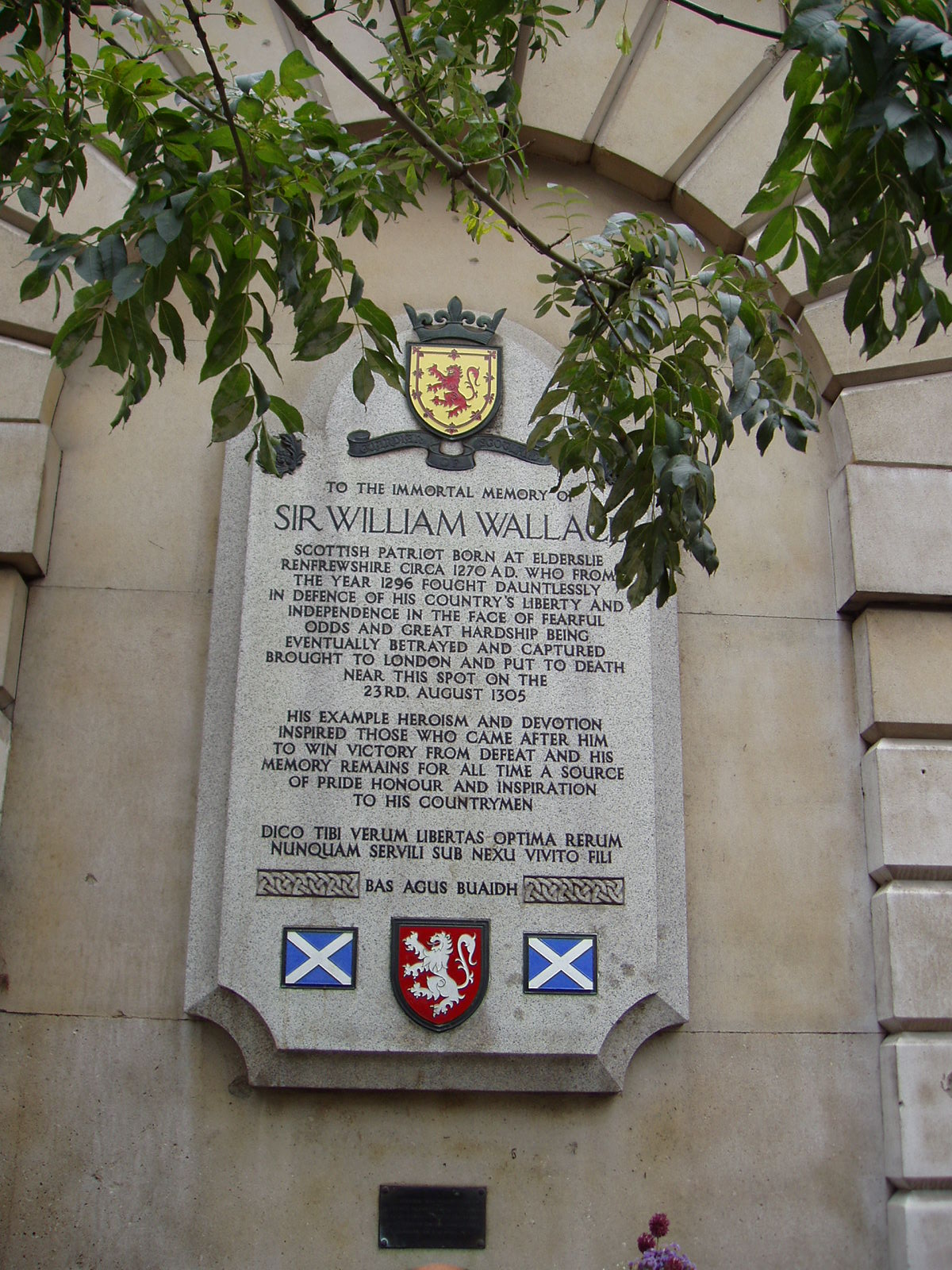
En minnesplakett över Wallace sitter på St Bartholomew's sjukhus i Smithfield i London, i närheten av den plats där han avrättades.

William Wallace, född omkring 1270 i Elderslie i Renfrewshire, död 23 augusti 1305 i Smithfield i London, var en skotsk riddare och Skottlands regent 1297–1298 samt nationalhjälte. Han deltog i de skotska frihetskrigen.

## Biografi
Wallace kom från lågadeln. Namnet Wallace kommer möjligen av att släkten var inflyttad från Wales. Från samtida källor är hans liv endast känt i mer detalj åren 1297–1298. I övrigt bygger beskrivningen av hans liv på den romantiserade levnadsskildring på vers, som den skotske skalden 
Blind Harry skrev om honom under andra halvan av 1400-talet baserad på en ej längre bevarad krönika på latin av Wallaces vän och huskaplan John Blair.
Wallace uppges i flera år ha dragit omkring med ett fåtal följeslagare, efter att ha blivit fredlös efter ett dråp på en engelsman. År 1296 hade den engelske kungen Edvard I ockuperat Skottland, vilket fick William Wallace att 1297 leda en revolt. Han brände Lanark och dödade dess engelske sheriff sir W. Hezelrig. Flera skotska stormän anslöt sig till Wallace, bland dem William de Douglas, och Wallace vann i september 1297 en stor seger vid Stirling över den engelska armé som Edvard I skickat över gränsen mot upprorsmännen.
Wallaces armé växte nu snabbt genom utskrivning och frivillig anslutning, Dundee och Edinburgh erövrades, och han genomförde i oktober 1297 en expedition in i norra England, där han ryckte fram till trakten av Newcastle upon Tyne. Vid jultid 1297 var han åter hemma i Skottland med rikt byte och hade i mars 1298 titeln riksföreståndare och högste armébefälhavare. Han styrde Skottland i den fångne kung John Baliols namn. Edvard I ryckte i juli 1298 åter in i Skottland med en stor armé. Wallace läge komplicerades nu av att den skotska adelns började känna misstro och avund mot honom och många stormäns övergav honom. 22 juli 1298 led Wallace ett förkrossande nederlag vid Falkirk, trots modigt motstånd mot en betydligt större engelsk armé.
Under sin flykt brände Wallace staden och slottet Stirling, lämnade riksföreståndarposten och tog sig till Frankrike för att försöka få hjälp mot engelsmännen av Filip IV av Frankrike. Först 1304 var han med säkerhet åter tillbaka i Skottland, då han vid de skotska adelsmännens allmänna underkastelse under Edvard I undantogs från amnesti och förklarades fredlös. Hans tillflyktsort tycks ha röjts genom förräderi, och 5 augusti 1305 tillfångatogs han av sir John de Menteith, och fördes i kedjor till London. Där blev han 23 augusti i Westminster Hall dömd till döden för högförräderi, trots att han till sitt försvar påpekade att han aldrig svurit trohet till kung Edvard. Domen verkställdes samma dag på ett även för denna tid ovanligt grymt sätt, genom hängning, dragning och fyrdelning på torget i Smithfield, London. Därmed blev han hängd, fick inälvorna urtagna, och – fortfarande vid liv – halshuggen och därefter styckad. Avrättningen av Wallace kom att etablera denna avrättningsmetod som standardstraff för förräderi i England.

## Populärkulturella skildringar
Wallaces liv filmatiserades i Braveheart (1995) med Mel Gibson i huvudrollen och som regissör.